# Alçagani
Abu Hamide Amade ibne Maomé Alçagani Alasturlabi (Abu Hamid Ahmed ibn Mohammed al-Saghani al-Asturlabi; que significa o criador do astrolábio de Sagã, próximo a Merve) foi um astrônomo persa e historiador da ciência. Floresceu em Bagdá, onde morreu em 990.
Inventor e criador de instrumentos, trabalhou no observatório de Xarafe Adaulá e talvez, tenha construído os instrumentos que foram usados lá. Trabalhou na trissecção do ângulo.

## História da ciência
Alasturlabi escreveu alguns dos comentários mais iniciais sobre história da ciência. Estes incluíam as seguintes comparações entre os eruditos "antigos" (incluindo os babilônicos, egípcios, gregos e indianos) e os "modernos eruditos" (cientistas muçulmanos deste tempo):
"Os antigos se distinguiam através de sua descoberta da possibilidade de princípios básicos e a invenção de ideias. Os eruditos modernos, por outro lado, se distinguem através da invenção de uma multidão de detalhes científicos, a simplificação da dificuldade (problemas), a combinação do disperso (informação) e a explicação do (material que já existe no) coerente (forma). Os antigos vieram com suas conquistas particulares pela virtude de sua prioridade no tempo e não sobre o relato de qualquer qualificação e inteligência naturais. Todavia, quantas coisas escaparam deles quando então tornaram-se invenções originais de eruditos modernos e quanto o autor deixou para o último fazer mais tarde."